# Miss Europa 2005
Miss Europa 2005 è la cinquantottesima edizione del concorso di bellezza Miss Europa, e si è svolto a Parigi, in Francia il 12 marzo 2005. Vincitrice del concorso alla fine dell'evento è risultata la tedesca Shermine Shahrivar.

## Risultati

### Piazzamenti
| Risultato        | Concorrente |
| ---------------- | --- |
| Miss Europa 2006 | - Germania - Shermine Shahrivar |
| 2ª classificata  | - Armenia - Luysya Tovmasyan |
| 3ª classificata  | - Francia - Cindy Fabre |
| 4ª classificata  | - Regno Unito - Laura Shields |
| 5ª classificata  | - Slovacchia - Tatiana Keremeryova |
| Top 12           | - Finlandia - Mira Salo - Grecia - Evangelia "Valia" Kakouti - Islanda - Sigrun Bender - Polonia - Karolina Gorazda - Repubblica Ceca - Adita Hortova - Serbia e Montenegro - Sandra Obradovic - Turchia - Birce Akalay |

## Concorrenti
- Armenia - Luysya Tovmasyan
- Belgio - Tatiana Silva Braga Tavares
- Bielorussia - Ol'ga Gerasimovich
- Bosnia ed Erzegovina - Selma Sejtanic
- Bulgaria - Kristina Radneva
- Cipro - Eliana Charalambous
- Croazia - Valentina Lesic
- Danimarca - Heidi Zadeh
- Estonia - Aljona Kordas
- Finlandia - Mira Salo
- Francia - Cindy Fabre
- Germania - Shermine Shahrivar
- Gibilterra - Helen Gustafson
- Grecia - Evangelia "Valia" Kakouti
- Irlanda - Cathriona Duignam
- Islanda - Sigrun Bender
- Israele - Keren Friedman
- Lettonia - Julija Djadenko
- Malta - Denise Renée Huizer
- Moldavia - Irina Sili
- Norvegia - Ann Jeanett Ersdal
- Paesi Bassi - Tessa Amber Brix
- Polonia - Karolina Gorazda
- Portogallo - Marina Raquel G. Rodrigues
- Regno Unito - Laura Shields
- Rep. Ceca - Adita Hortova
- Romania - Andrea Raduna
- Russia - Diana Zaripova
- Serbia e Montenegro - Sandra Obradovic
- Slovacchia - Tatiana Keremeryova
- Spagna - Farah Ahmed Ali
- Svezia - Marie Dahlin
- Svizzera - Céline Nusbaumer
- Turchia - Birce Akalay
- Ucraina - Hanna Dehtyar
- Ungheria - Eszter Toth